# Саватій (Врабець)
Архієпископ Саватій, у миру Антонін Їндржіх Врабець, чеськ. Antonín Jindřich Vrabec (3 лютого 1880, Жижков — 14 грудня 1959 Прага) — чеський біскуп константинопольської православної церкви й архієпископ празький та всієї Чехословачинни, панславіст.

## Біографія
Його Блаженість Саватій народився 3 лютого 1880 року в родині годинникаря на Жіжкові, тоді ще в районі біля Праги. Після закінчення технічної реальної школи в Карліні переїжджає до Російської імперії. З 1900 учився в Уфі, де в лютому 1902 року був пострижений в монахи та прийняв ім'я Саватій (стрг. Σαββάτιος). 1902 — 1907 закінчив Київську Духовну Академію, де отримав звання кандидат богослов'я.  По висвяченню на священика у квітні 1907 до 1921 серед чехів на Волині. З 1909 року викладав у семінарії в українському Клевані. В році 1911 його обрано ректором, згодом ігуменом, з 1914 архімандрит. Після 14літного православного стажу в Україні 30 жовтня 1921 року реемігрує до Праги. Потім Саватій подорожував по Туреччині. В Константинополі його 4 березня 1923 року патріарх Мелетій IV висвятив на єпископа й архієпископа празького та всієї Чехословаччини.
Очолював Православну Церкву на Закарпатті, поки чеський уряд не визнав там юрисдикції Сербської Православної Церкви. У 1939 як архієпископ. Візитував парафії Карпатської України. Брав участь у висвяченні професора І. Огієнка в Холмі (1940).
В'язень концентраційного табору Дахау (1942 — 1944). Після повернення до Праги йому знову не дозволяли займатися духовною службою. Після нової окупації Чехословаччини в році 1948 Саватій відмовляється від всіх церковних звань на користь російського архієпископа Єлефтерія.
Саватій помирає 14 грудня 1959 в Празі. Похорон провів празький митрополит Іоан (Кухтін). Похований в православній секції на Ольшанському цвинтарі в Празі.